# Chloroleucon foliolosum
Chloroleucon foliolosum är en ärtväxtart som först beskrevs av George Bentham, och fick sitt nu gällande namn av Gwilym Peter Lewis. Chloroleucon foliolosum ingår i släktet Chloroleucon och familjen ärtväxter. IUCN kategoriserar arten globalt som sårbar. Inga underarter finns listade i Catalogue of Life.